# Octave Bajeux
Octave Bajeux, né le 23 avril 1914 à Radinghem-en-Weppes (Nord) et mort le 18 septembre 1986 dans la même ville, est un homme politique français.

## Biographie
Aux législatives de 1967, il se présente dans la 12e circonscription du Nord (arrondissement de Dunkerque) avec comme suppléant Charles Paccou avec 25,23 % au premier tour il se retire au profit de Maurice Cornette. 

## Détail des fonctions et des mandats
Mandat parlementaire
- 8 juin 1958 - 2 octobre 1983 : Sénateur du Nord

Mandat local
- 29 avril 1945 - 19 septembre 1986 : Maire de Radinghem-en-Weppes